# David Skrela
David Skrela (Toulouse, 2 de marzo de 1979) es un jugador francés de rugby que se desempeña como apertura o centro. Es hijo del también destacado jugador y entrenador de rugby Jean-Claude Skrela y hermano mayor de Gaëlle Skrela jugadora de baloncesto.

## Carrera
Debutó en la primera del US Colomiers con 19 años en 1998. David se destaca por ser un pateador nato pero sobre todo por su seguridad en el tackle, heredada de su padre según expertos.
En 2003 fue contratado por el gigante Stade Français Paris con el que ganó dos títulos de liga. En 2008 fue fichado por el Stade Toulousain máximo rival del club parisino en Le Classique, con el Toulouse ganó un campeonato de liga.
En 2011 lo contrató el ASM Clermont Auvergne por dos años.
Firmó por tres temporadas con su club de origen el US Colomiers Rugby actualmente en la Pro D2, segunda división francesa. Anunció que al finalizar el contrato se retirará.

## Selección nacional
Fue convocado a Les Bleus en 2001. En 2007 logró el Seis Naciones 2007 y adquirió regularidad en el equipo, sin embargo luego del Seis Naciones 2008 la perdió. En total disputó 23 partidos en diez años de convocatorias irregulares y marcó 112 puntos.

### Participaciones en Copas del Mundo
Disputó dos Copas del Mundo: en Francia 2007 empezó de titular y jugó como apertura en el partido inaugural ante Argentina, luego de la derrota perdió la titularidad. Jugó su último mundial en Nueva Zelanda 2011 cuando sorpresivamente fue convocado por Marc Lièvremont luego de que este dejara afuera a jugadores estrella de igual edad como Yannick Jauzion y Sébastien Chabal.
| Mundial                       | Sede          | Resultado     | PJ | Pts |
| ----------------------------- | ------------- | ------------- | -- | --- |
| Copa Mundial de Rugby de 2007 | Francia       | Cuarto puesto | 3  | 12  |
| Copa Mundial de Rugby de 2011 | Nueva Zelanda | Subcampeón    | 1  | 0   |

## Palmarés
- Campeón del Torneo de las Seis Naciones de 2007.
- Campeón de la Copa de Campeones de 2009/10.
- Campeón del Top 14 de 2003-04, 2006-07 y 2010-11.